# Dasypogon coon
Dasypogon coon är en tvåvingeart som beskrevs av Walker 1849. Dasypogon coon ingår i släktet Dasypogon och familjen rovflugor. Inga underarter finns listade i Catalogue of Life.